# Mercato Saraceno
Mercato Saraceno est une commune italienne de la province de Forlì-Cesena, dans la région Émilie-Romagne.

## Administration
| Période                                  | Période | Identité | Étiquette | Qualité |
| ---------------------------------------- | ------- | -------- | --------- | ------- |
|                                          |         |          |           |         |
| Les données manquantes sont à compléter. |         |          |           |         |

### Hameaux
Bacciolino, Bora, Boratella, Cella, Ciola, Linaro, Monte Castello, Monte Iottone, Monte Sasso, Musella, Paderno, Piavola, San Damiano, San Romano, Schiazzano, Taibo

### Communes limitrophes
Bagno di Romagna, Césène, Novafeltria, Roncofreddo, Sarsina, Sogliano al Rubicone, Talamello

## Population

### Évolution de la population en janvier de chaque année
| 1861  | 1901  | 1921  | 1951   | 1961  | 1971  | 1981  | 1991  | 2001  |
| ----- | ----- | ----- | ------ | ----- | ----- | ----- | ----- | ----- |
| 5 660 | 8 407 | 9 630 | 10 275 | 8 028 | 5 755 | 5 874 | 6 051 | 6 185 |

| 2011  | - | - | - | - | - | - | - | - |
| ----- | - | - | - | - | - | - | - | - |
| 7 080 | - | - | - | - | - | - | - | - |

### Ethnies et minorités étrangères
Selon les données de l’Institut national de statistique (ISTAT) au 1er janvier 2011, la population étrangère résidente était de 689 personnes.
Les nationalités majoritairement représentatives étaient :
| Pos. | Pays     | Population |
| ---- | -------- | ---------- |
| 1    | Maroc    | 170        |
| 2    | Albanie  | 109        |
| 3    | Roumanie | 92         |

## Jumelage
- Villadossola (Italie) depuis 2010